# NGC 3238
NGC 3238 је лентикуларна галаксија у сазвежђу Велики медвед која се налази на NGC листи објеката дубоког неба.
Деклинација објекта је + 57° 13' 34" а ректасцензија 10h 26m 42,9s. Привидна величина (магнитуда) објекта NGC 3238 износи 13,2 а фотографска магнитуда 14,2. NGC 3238 је још познат и под ознакама UGC 5649, MCG 10-15-80, CGCG 290-41, PGC 30686.